# Friggagatan, Stockholm
För andra gator med samma namn, se även Friggagatan.
Friggagatan är en gata i Lärkstaden på Östermalm i Stockholms innerstad, med sträckning från Baldersgatan i öster till Tyrgatan i väster.

## Historik och gatuinformation
Gatan fick sitt namn 1909 och är uppkallad efter gudinnan Frigg. Frigg (eller Frigga) var den förnämsta av gudinnorna, Odens maka. Namnet ingår i kategorin gatunamn: den nordiska gudaläran. Kvarteren Trädlärkan och Sånglärkan ligger vid gatans norra sida som är bebyggd med sex fastigheter (jämna husnummer). Den södra sidan begränsas av parken Balders hage. Samtliga byggnader är grönmärkta av Stadsmuseet i Stockholm, vilket innebär "särskilt värdefull från historisk, kulturhistorisk, miljömässig eller konstnärlig synpunkt".

### Samtliga fastigheter längs med Friggagatan
- Nr. 2: Sånglärkan 10, arkitekt Erik Lindqvist, byggår 1910-1912
- Nr. 4: Sånglärkan 11, arkitekt Ivar Engström, byggår 1911-1912
- Nr. 6: Sånglärkan 1, arkitekt Fredrik Dahlberg, byggår 1910-1911
- Nr. 8: Trädlärkan 10, arkitekt John Bagger och Sigurd Westholm, byggår 1909-1910
- Nr: 10: Trädlärkan 11, arkitekt Thor Thorén, byggår 1910-1911
- Nr. 12: Trädlärkan 1, arkitekt David Lundegårdh, byggår 1909

### Historisk bild i fågelperspektiv

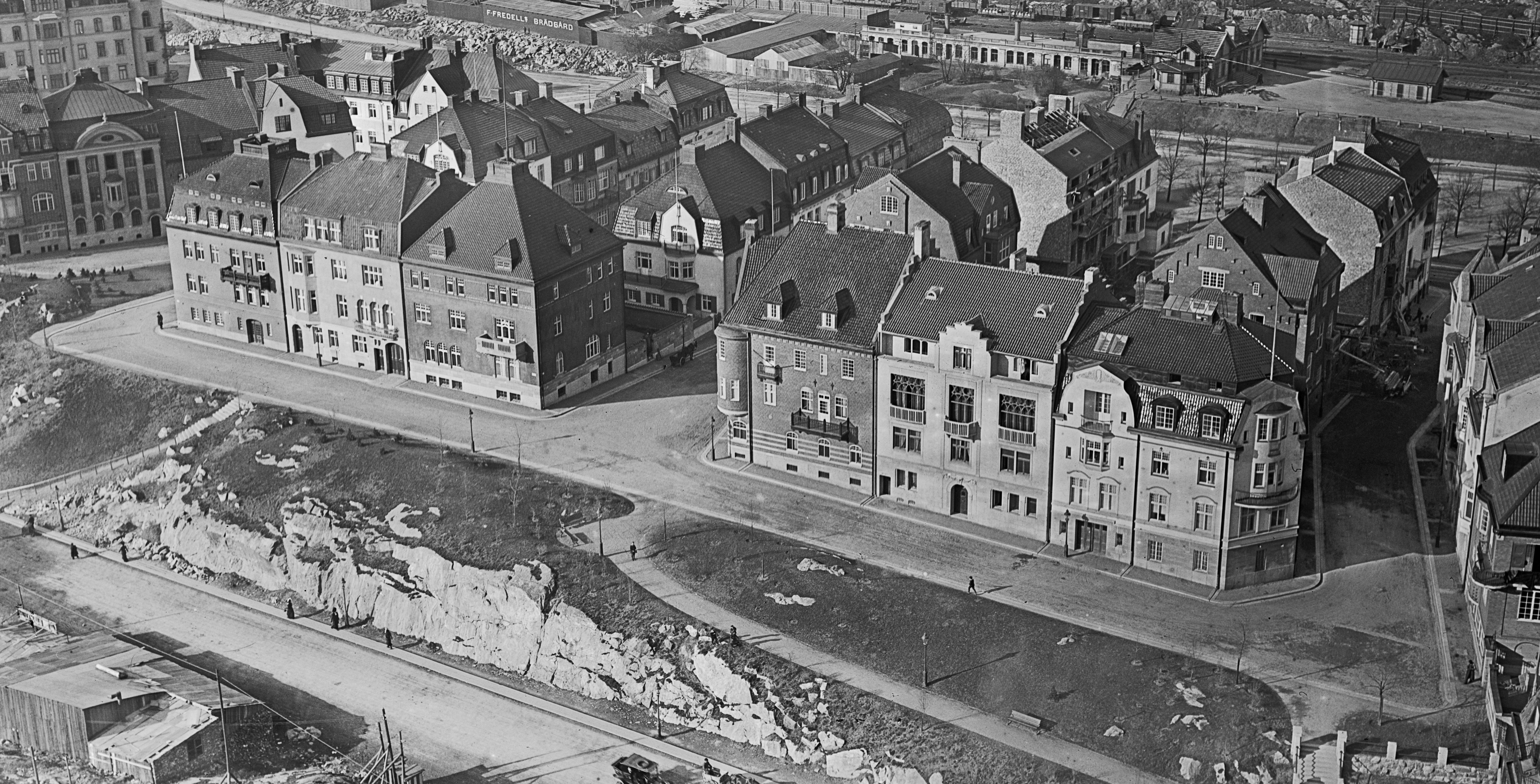
Husraden mot Friggagatan, sedd från Engelbrektskyrkans torn omkring 1911. Framför syns parken Balders hage under anläggandet. Fotograf: Axel Swinhufvud.

### Nutida bilder (adresser i urval)

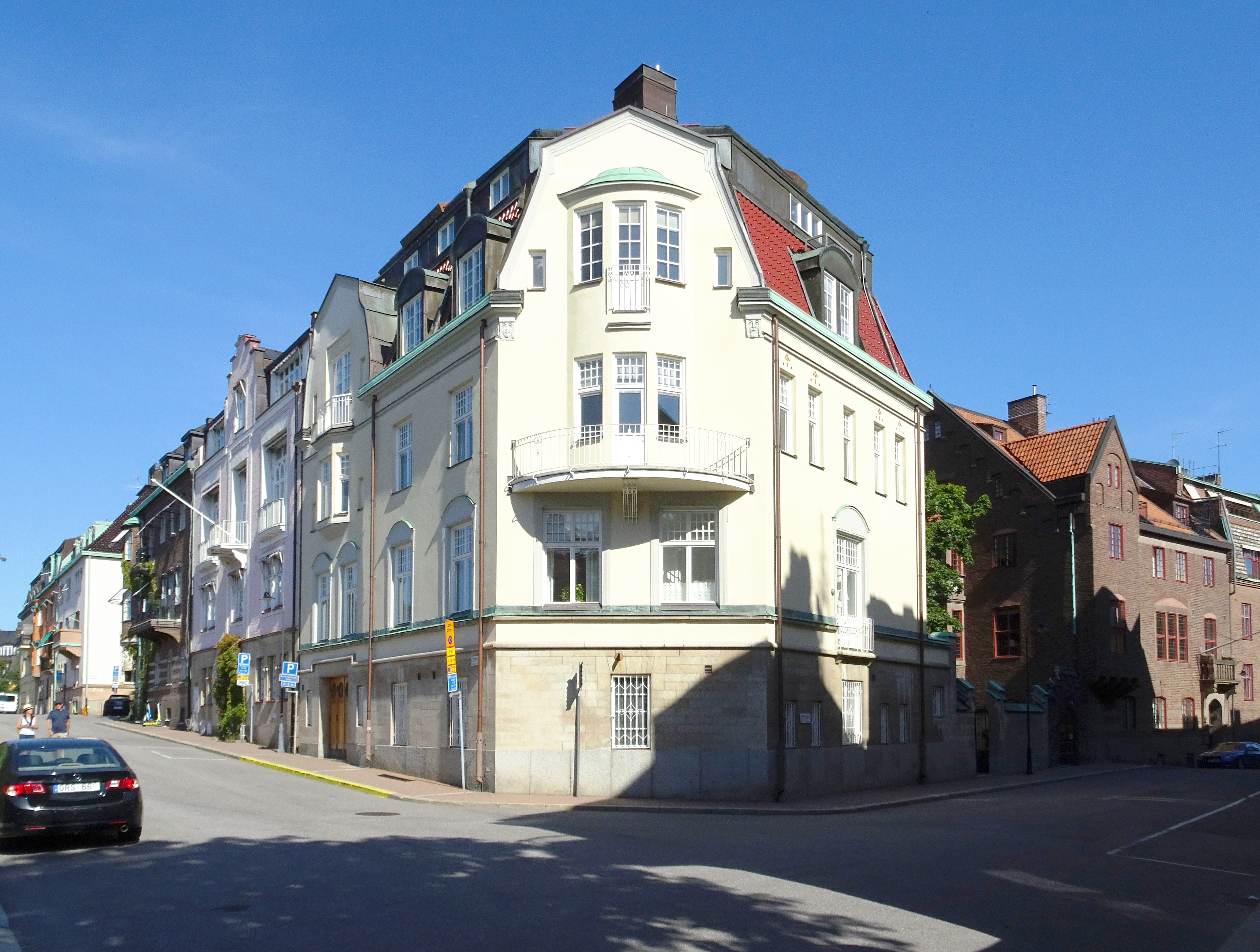
Friggagatan 2 Sånglärkan 10.
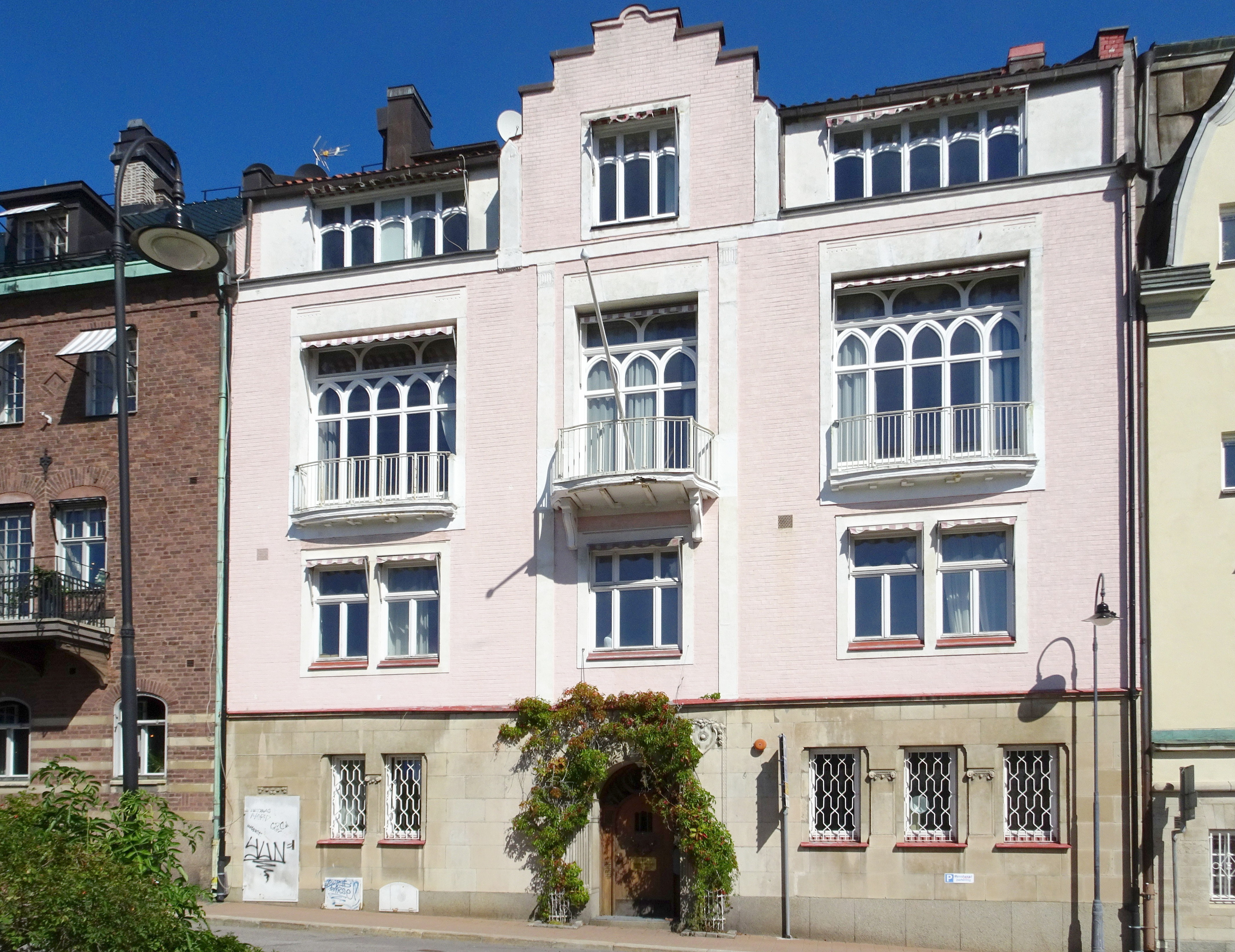
Friggagatan 4 Sånglärkan 11.
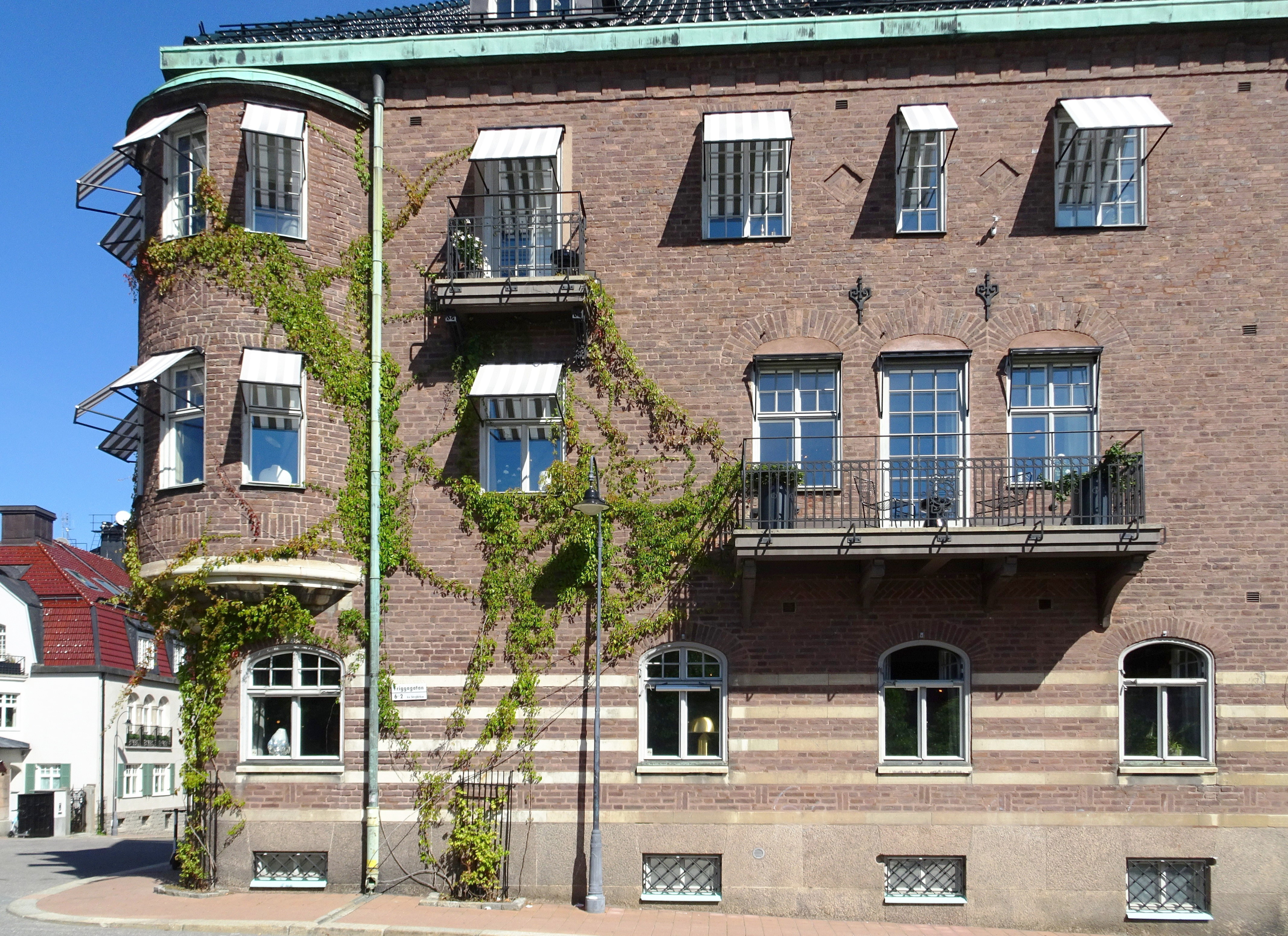
Friggagatan 6 Sånglärkan 1.
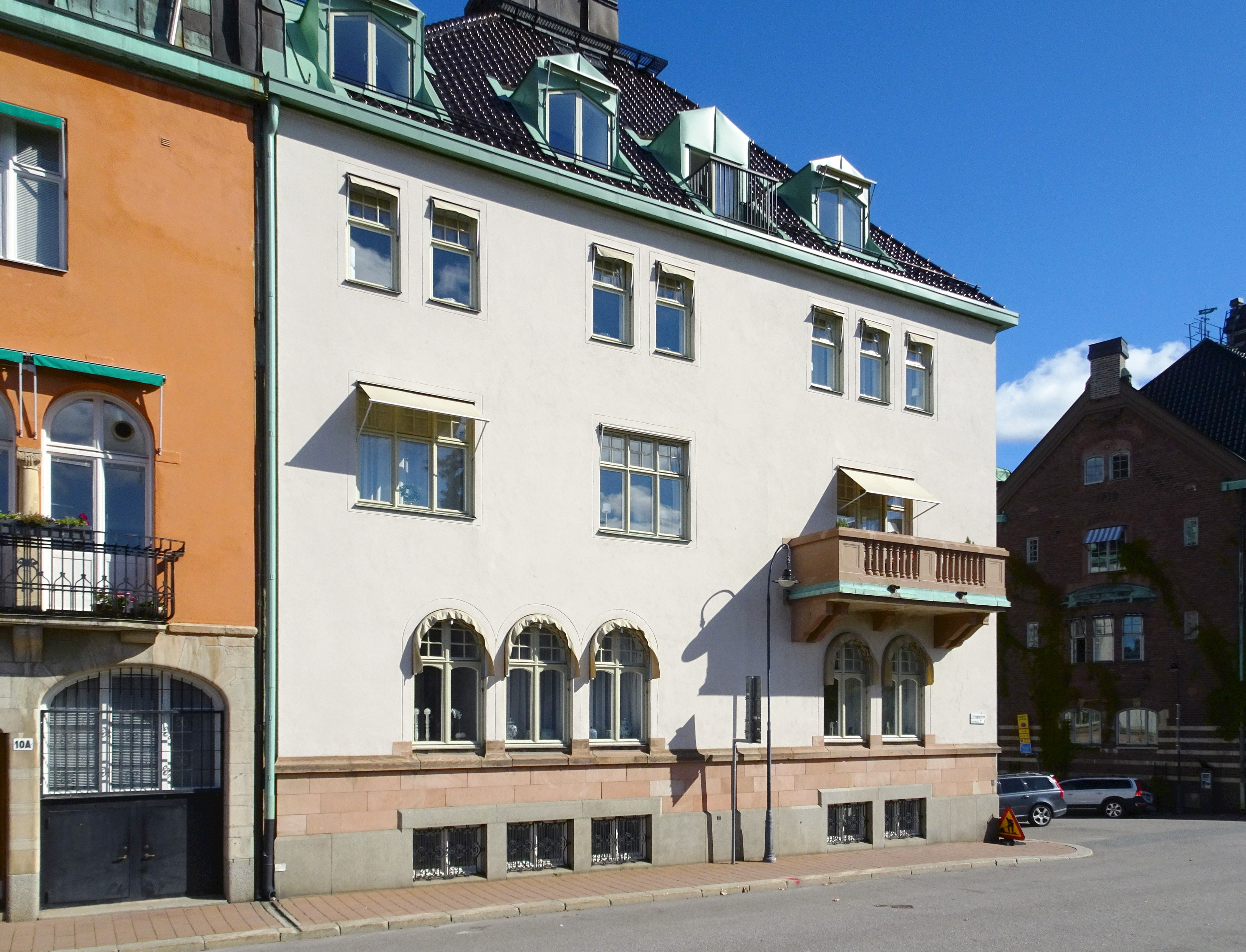
Friggagatan 8 Trädlärkan 10.
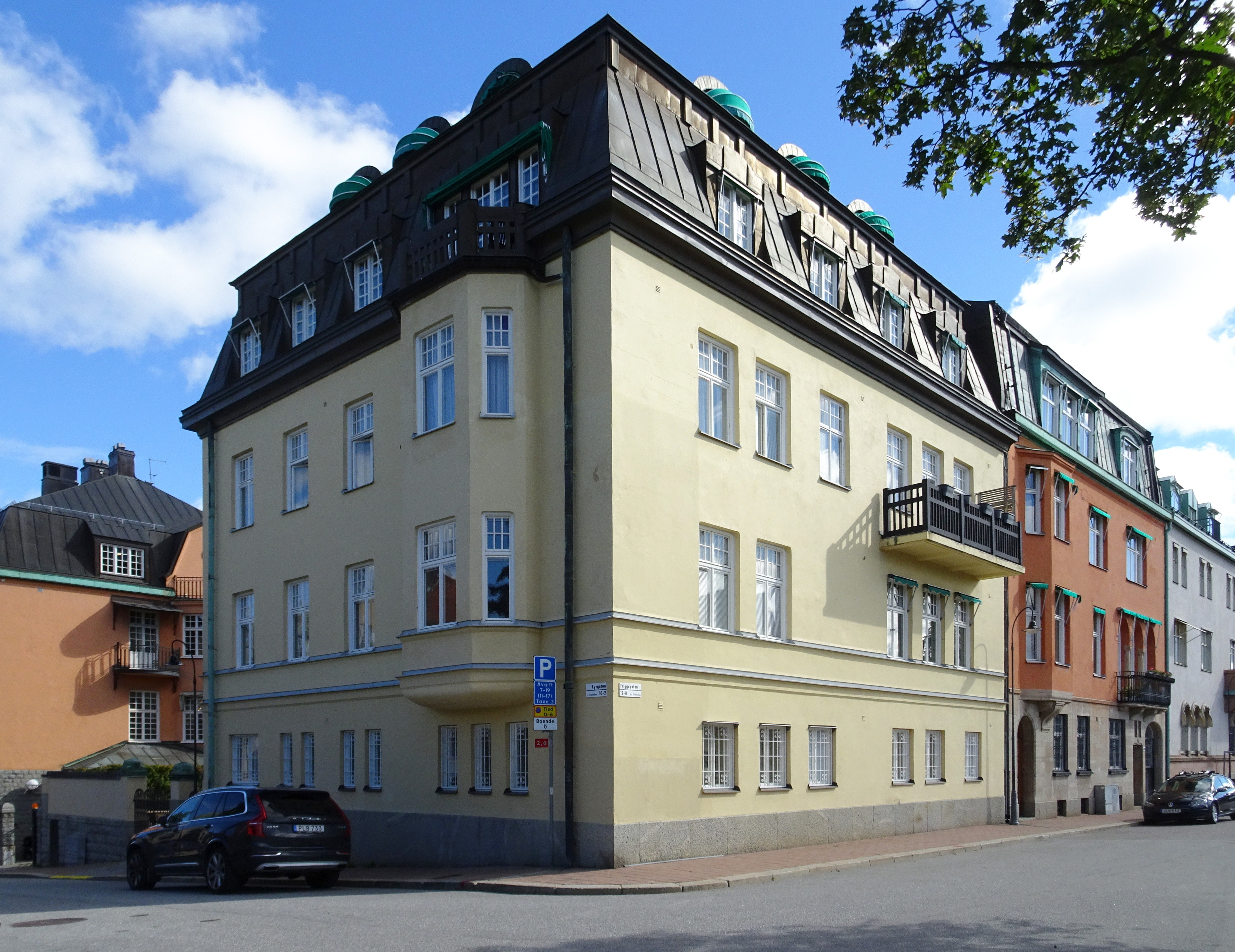
Friggagatan 12 Trädlärkan 1